# Landtags- und Gemeinderatswahl in Wien 1949
- KLS: 7
- SPÖ: 52
- ÖVP: 35
- VDU: 6

Die Landtags- und Gemeinderatswahl in Wien 1949 wurde am 9. Oktober 1949 durchgeführt, am gleichen Tag wie die Nationalratswahl in Österreich 1949. Die Sozialistische Partei Österreichs (SPÖ) verlor dabei in Wien knapp ihre absolute Stimmenmehrheit, konnte jedoch ihre absolute Mandatsmehrheit verteidigen. Die SPÖ verlor 7,3 %-Pkte Stimmenanteil sowie sechs Mandate und stellte in der Folge mit 49,9 % 52 der 100 Abgeordneten. Die Österreichische Volkspartei (ÖVP) blieb unverändert bei 34,9 % Stimmenanteil, verlor jedoch ein Mandat und entsandte in der Folge 35 Mandatare in den Landtag. Auch die „Kommunisten und Linkssozialisten“ (KLS) erreichten mit 7,9 % dasselbe Ergebnis wie 1945, als die KPÖ allein kandidiert hatte, gewannen jedoch ein Mandat hinzu, womit die KLS mit 7 Mandaten in den Landtag einzogen. Auch die Wahlpartei der Unabhängigen (WdU) schaffte bei ihrem ersten Antreten den Einzug in den Landtag, wobei sie mit einem Stimmenanteil von 6,8 % den Anspruch auf 6 Mandate erwarb. Am Einzug in den Landtag scheiterten hingegen die Demokratische Union (DU), die Vierte Partei (4.P.) und die Patriotische Union. 
Der Wiener Landtag und Gemeinderat der 5. Wahlperiode konstituierte sich in der Folge am 5. Dezember 1949 und wählte an diesem Tag Landesregierung und Stadtsenat Körner II zur neuen Wiener Landesregierung.

## Ergebnisse
|                                         | Ergebnisse 1949 | Ergebnisse 1949 | Ergebnisse 1949 | Ergebnisse 1945  | Ergebnisse 1945  | Ergebnisse 1945  | Differenzen   | Differenzen   | Differenzen   |
| --------------------------------------- | --------------- | --------------- | --------------- | ---------------- | ---------------- | ---------------- | ------------- | ------------- | ------------- |
| Wahlberechtigte                         | 1.195.361       | 1.195.361       | 1.195.361       | 925.891          | 925.891          | 925.891          | + 269.470     | + 269.470     | + 269.470     |
| Wahlbeteiligung                         | 96,50 %         | 96,50 %         | 96,50 %         | 96,91 %          | 96,91 %          | 96,91 %          | + 6,77 %-Pkte | + 6,77 %-Pkte | + 6,77 %-Pkte |
|                                         | Stimmen         | %               | Mand.           | Stimmen          | %                | Mand.            | Stimmen       | %-Pkte        | Mand.         |
| Abgegebene Stimmen                      | 1.153.466       |                 |                 | 897.275          |                  |                  | + 256.191     |               |               |
| Ungültig                                | 11.442          | 0,99 %          |                 | 8.270            | 0,92 %           |                  | + 3.172       | + 0,07        |               |
| Gültig                                  | 1.142.024       | 99,01 %         |                 | 889.005          | 99,08 %          |                  | + 253.019     | − 0,07        |               |
| Partei                                  |                 |                 |                 |                  |                  |                  |               |               |               |
| Sozialistische Partei Österreichs (SPÖ) | 569.487         | 49,87 %         | 52              | 508.364          | 57,18 %          | 58               | + 61.123      | − 7,31        | − 6           |
| Österreichische Volkspartei (ÖVP)       | 399.076         | 34,94 %         | 35              | 310.379          | 34,91 %          | 36               | + 88.697      | + 0,03        | − 1           |
| Kommunisten und Linkssozialisten        | 89.699          | 7,85 %          | 7               | 70.262           | 7,90 %           | 6                | + 19.437      | − 0,05        | + 1           |
| Wahlpartei der Unabhängigen (WDU)       | 77.906          | 6,82 %          | 6               | nicht kandidiert | nicht kandidiert | nicht kandidiert | + 77.906      | + 6,82        | + 6           |
| Demokratische Union (DU)                | 3.184           | 0,28 %          | 0               | nicht kandidiert | nicht kandidiert | nicht kandidiert | + 3.184       | + 0,28        | ± 0           |
| 4. Partei (4.P)                         | 2.670           | 0,23 %          | 0               | nicht kandidiert | nicht kandidiert | nicht kandidiert | + 2.670       | + 0,23        | ± 0           |
| Patriotische Union                      | 2               | 0,00 %          | 0               | nicht kandidiert | nicht kandidiert | nicht kandidiert | + 2           | ± 0,00        | ± 0           |
| Gesamt                                  | 1.142.024       | 100,00 %        | 100             | 889.005          | 100,00 %         | 100              | + 253.019     |               |               |